# Landtagswahl in Schleswig-Holstein 1971
- SPD: 32
- SSW: 1
- CDU: 40

Die 7. Landtagswahl in Schleswig-Holstein fand am 25. April 1971 statt. Um die Nachfolge des scheidenden Ministerpräsidenten Helmut Lemke (CDU) bewarben sich für die CDU der ehemalige Bundesminister für Wissenschaft, Gerhard Stoltenberg, und für die SPD der Landes- und Fraktionsvorsitzende Jochen Steffen. Steffen kandidierte bereits zum zweiten Mal für das Amt des Ministerpräsidenten und war Oppositionsführer im Landtag.

## Vorherige Landtagswahl
Bei der Landtagswahl am 23. April 1967 hatten CDU und FDP eine Koalition gebildet, mit deren Mehrheit Helmut Lemke als Ministerpräsident bestätigt wurde.
Die SPD unter Jochen Steffen konnte die Regierung nicht übernehmen. Der von der Fünf-Prozent-Hürde befreite Südschleswigsche Wählerverband (SSW) war mit einem Abgeordneten im Landtag vertreten. Ebenso hatte die rechtsextreme NPD mit vier Abgeordneten den Sprung in den Landtag geschafft.

## Wahlergebnis
- Wahlberechtigte: 1.807.818
- Wähler: 1.431.760 (Wahlbeteiligung: 79,20 %)
- gültige Stimmen: 1.421.034

| Partei | Stimmen   | Anteil in % | Direkt- man- date | Sitze |
| ------ | --------- | ----------- | ----------------- | ----- |
| CDU    | 737.120   | 51,87       | 35                | 40    |
| SPD    | 582.420   | 40,99       | 9                 | 32    |
| FDP    | 54.099    | 3,81        |                   |       |
| SSW    | 19.720    | 1,39        |                   | 1     |
| NPD    | 18.822    | 1,32        |                   |       |
| DKP    | 5.278     | 0,37        |                   |       |
| EP     | 3.575     | 0,25        |                   |       |
| Total  | 1.421.034 |             | 44                | 73    |

Am 16. Mai 1971 fand im Landtagswahlkreis Husum-Land eine Nachwahl statt, weil der SPD-Direktkandidat Peter Empen drei Tage vor der Hauptwahl verstorben war.
Die CDU konnte erstmals die absolute Mehrheit im Land erringen und erzielte mit 51,9 Prozent der Stimmen ihr bis heute bestes Ergebnis in Schleswig-Holstein. FDP und NPD verfehlten den Wiedereinzug ins Parlament, so dass neben CDU und SPD nur der SSW-Abgeordnete Karl Otto Meyer dem Landtag angehörte.
Gerhard Stoltenberg wurde zum Ministerpräsidenten gewählt. Jochen Steffen blieb Oppositionsführer, zog sich jedoch nach seiner erneuten Niederlage allmählich aus der Politik zurück.